# Nils Lundkvist
Nils Lundkvist (* 27. Juli 2000 in Piteå) ist ein schwedischer Eishockeyspieler, der seit September 2022 bei den Dallas Stars aus der National Hockey League (NHL) unter Vertrag steht und dort auf der Position des Verteidigers spielt. Lundkvist ist der Neffe des ehemaligen Eishockeyspielers Jan Sandström.

## Karriere
Nils Lundkvist stammt aus dem Nachwuchs des Piteå HC. Im Jahr 2015 wechselte er in den Nachwuchsbereich von Luleå HF und spielte schon als 15-Jähriger in der U18-Juniorenmannschaft. Schon während der Saison 2016/17 spielte er erstmals in der J20 SuperElit, der höchsten U20-Spielklasse Schwedens. 2018 wurde er als bester Verteidiger dieser Spielklasse ausgezeichnet.
Am 26. Oktober 2017 gab er in einem Heimspiel gegen die Malmö Redhawks sein Debüt in der Svenska Hockeyligan (SHL); er war damals 17 Jahre und drei Monate alt. Während des NHL Entry Draft 2018 wurde Lundkvist von den New York Rangers aus der National Hockey League (NHL) an 28. Stelle ausgewählt. Am Ende der Saison 2019/20 erhielt er die Auszeichnung als bester Juniorenspieler der SHL, nachdem er die meisten Torvorlagen und Scorerpunkte unter den Juniorenspielern gesammelt hatte. Ein Jahr später wurde er als bester Verteidiger der SHL mit der Salming Trophy ausgezeichnet. Zudem erzielte er mit 14 Toren die meisten Tore unter den Verteidigern der Liga.
Daraufhin wurde der Abwehrspieler im Juni 2021 von den New York Rangers unter Vertrag genommen und gab im Oktober desselben Jahres sein Debüt in der NHL. Den Großteil der Saison 2021/22 verbrachte er allerdings bei deren Farmteam, dem Hartford Wolf Pack aus der American Hockey League (AHL). Da er regelmäßige NHL-Einsätze bei den Rangers auch weiterhin gefährdet sah, bat er in der Off-Season im Sommer 2022 um einen Wechsel zu einem anderen Team und kündigte zugleich an, nicht am Trainingslager zur Saisonvorbereitung teilzunehmen. Diesem Gesuch kam New York letztlich im September 2022 nach, indem der Schwede an die Dallas Stars abgegeben wurde und die Rangers im Gegenzug ein konditionales Erstrunden-Wahlrecht im NHL Entry Draft 2023 sowie ein Viertrunden-Wahlrecht im NHL Entry Draft 2025 erhielten. Hätte sich das Wahlrecht im Draft 2023 unter den ersten zehn Plätzen befunden, sollte es sich auf den Draft 2024 verschieben, dann jedoch ungeschützt (unprotected) bleiben, was letztlich nicht geschah.

### International
Erste internationale Erfahrungen sammelte Lundkvist bei der U20-Weltmeisterschaft 2018, bei der er mit der schwedischen U18-Auswahl die Bronzemedaille gewann. Anschließend war er erneut Teil des schwedischen Aufgebots bei der U20-Weltmeisterschaft 2019, bei der das Team den fünften Platz belegte.  Ein Jahr später, bei der U20-Weltmeisterschaft 2020, gewann Lundkvist mit der U20-Auswahl die Bronzemedaille und steuerte zu diesem Erfolg acht Scorerpunkte bei.
Im Rahmen der Euro Hockey Tour gab Lundkvist während der Saison 2019/20 sein Debüt für die A-Nationalmannschaft Schwedens. Weitere Einsätze folgten in der folgenden Saison, ehe er für die Weltmeisterschaft 2021 nominiert wurde und in drei Spielen fünf Tore vorbereitete, bevor er verletzt vom Turnier abreisen musste.

## Erfolge und Auszeichnungen
- 2018 Bester Verteidiger der J20 SuperElit
- 2020 Bester Juniorenspieler der Svenska Hockeyligan
- 2021 Salming Trophy

### International
- 2018 Bronzemedaille bei der U18-Junioren-Weltmeisterschaft
- 2020 Bronzemedaille bei der U20-Junioren-Weltmeisterschaft

## Karrierestatistik
Stand: Ende der Saison 2024/25

### International
Vertrat Schweden bei:
- U18-Junioren-Weltmeisterschaft 2018
- U20-Junioren-Weltmeisterschaft 2019
- U20-Junioren-Weltmeisterschaft 2020
- Weltmeisterschaft 2021

(Legende zur Spielerstatistik: Sp oder GP = absolvierte Spiele; T oder G = erzielte Tore; V oder A = erzielte Assists; Pkt oder Pts = erzielte Scorerpunkte; SM oder PIM = erhaltene Strafminuten; +/− = Plus/Minus-Bilanz; PP = erzielte Überzahltore; SH = erzielte Unterzahltore; GW = erzielte Siegtore; 1 Play-downs/Relegation; Kursiv: Statistik nicht vollständig)